# Рассеватское сражение
Сражение при Рассевате — одно из сражений Русско-турецкой войны 1806—1812 годов, в котором русские войска под командованием генерала Петра Багратиона разбили турецкий корпус Хюсрев паши.

## Сражение
2 сентября Багратион выступил к Черноводам на соединение с корпусом Милорадовича, против которого у Рассевата собирались турецкие войска. Согласно наступательному плану Багратиона, корпус Милорадовича должен был нанести фронтальный удар, в то время как корпус Платова должен был отрезать Хюзрев-паше путь к Силистрии.
4 сентября русские войска подошли к Рассевату. Турки, исходя из условий местности не ожидали здесь подхода крупных сил русской армии. Багратион выставил на высотах против турецкого лагеря только кавалерию, в то время как основные силы искали обходные пути. Турки обнаружив русский авангард открыли по нему артиллерийский огонь. В это же время значительная масса турецкой конницы двинулась по береговой дороге к Черноводам для удара во фланг корпуса Милорадовича. Передовые русские части завязали перестрелку с турками прикрывая перестроение основных сил. Милорадович отбил приступ турецкой конницы и перестроился в четыре каре. Остановившись в 400 саженях от турецких позиций он открыл по ним артиллерийский огонь. Багратион направил отряд Денисова из 6-и сотен в обход левого фланга турок для перекрытия дороги на Силистрию. Появление отряда Денисова принудило турок к поспешному отступлению, Багратион приказал своей кавалерии преследовать турок. Каре князя Трубецкого заняло брошенный турками лагерь, все силы кавалерии были брошены на преследование турок. Поражение Хюзрев-паши было полное, русские преследовали бегущих турок на протяжении 20-и вёрст.
Визирь выслал на помощь турецкому корпусу 15 000 человек, однако турки узнав о поражении вернулись обратно.